# Cidade convertida
Cidades convertidas, ou praying towns, foram desenvolvidas pelos puritanos da Nova Inglaterra de 1646 a 1675, no esforço de converter os ameríndios para o Cristianismo.